# Leptochilus elongatus
Leptochilus elongatus är en stekelart som beskrevs av Parker 1966. Leptochilus elongatus ingår i släktet Leptochilus och familjen Eumenidae. Inga underarter finns listade i Catalogue of Life.